# 德尔
德尔，是匈牙利杰尔-莫雄-肖普朗州所辖的一个村。总面积11.01平方公里，总人口664，人口密度60.3人/平方公里（2011年1月1日）。